# Фармингвил (Њујорк)
Фармингвил (енгл. Farmingville) насељено је место без административног статуса у америчкој савезној држави Њујорк.

## Демографија
По попису из 2010. године број становника је 15.481, што је 977 (-5,9%) становника мање него 2000. године.
| Група             | 2000.          | 2010.          |
| Белци             | 14.451 (87,8%) | 12.364 (79,9%) |
| Афроамериканци    | 204 (1,2%)     | 370 (2,4%)     |
| Азијати           | 292 (1,8%)     | 578 (3,7%)     |
| Хиспаноамериканци | 1.336 (8,1%)   | 1.942 (12,5%)  |
| Укупно            | 16.458         | 15.481         |